# Norma Shearer
Edith Norma Shearer (Montreal, 10 de agosto de 1902 — Los Angeles, 12 de junho de 1983) foi uma atriz nascida no Canadá e naturalizada norte-americana. Shearer foi uma das atrizes mais populares do mundo a partir de meados da década de 1920 até sua aposentadoria em 1942. Ganhou um Oscar de melhor atriz em 1930 por A Divorciada. Shearer foi chamada de a Primeira Dama da MGM.

## Biografia

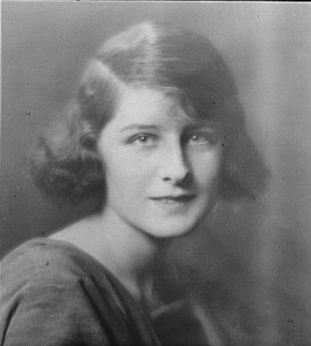
"Norma Shearer em 1920"

Na infância, Shearer teve lições de piano e dança, e aos 14 anos ganhou um concurso de beleza. Filha de um rico arquiteto de Montreal, ela mudou-se com a mãe e a irmã para Nova Iorque após a falência do pai. Com olhos azuis, esbelta, ela já prometia ser uma estrela aos dezesseis anos de idade, e sua atuação começou ainda no cinema mudo, dividindo as atenções e o estrelato com Mary Pickford. Irving Thalberg se interessou por ela, contratou-a e, em 1925, Norma fazia já papéis principais, atingindo, porém, o estrelato em 1928, ao se casar com Thalberg, com quem teve dois filhos.
Shearer foi uma das poucas atrizes do cinema mudo a se tornar estrela também no sonoro, e a Metro Goldwyn Mayer a promovia como "A Primeira Dama das Telas". Ficou viúva em 1936 e abandonou o cinema por dois anos, voltando em 1938 para filmar Maria Antonieta
Shearer foi nomeado para o Oscar de Melhor Atriz em seis ocasiões, tendo vencido apenas por seu papel em A Divorciada, em 1930. Ela foi nomeada no mesmo ano por Their Own Desire (br: Ébrios e Amor), por A Free Soul (br: Uma Alma Livre) em 1931, por The Barretts of Wimpole Street (br: A Família Barrett) em 1934, Romeu e Julieta em 1936, e Maria Antonieta em 1938. Marion Davies recordou mais tarde que Shearer chegou a uma festa em San Simeão em seu traje de Maria Antonieta, que exigiu a remoção da porta para que ela pudesse entrar, e quatro cadeiras para que ela pudesse se sentar à mesa.
Voltou a se casar em 1942 com o instrutor de esqui Martin Arrouge, 20 anos mais jovem do que ela, abandonando definitivamente o cinema. Viveu com Martin até a morte, aos 81 anos, depois de sofrer três derrames. Shearer tem uma estrela no Hollywood Walk of Fame em 6636 Hollywood Boulevard. Ela foi sepultada no Grande Mausoléu de Forest Lawn Memorial Park, em Glendale, Califórnia, na sua cripta esta marcada Norma Shearer Arrouge, junto com seu primeiro marido, Irving Thalberg. Na cripta de Thalberg foi gravado: "Meu querido, para sempre" pela própria Norma Shearer.

## Filmografia

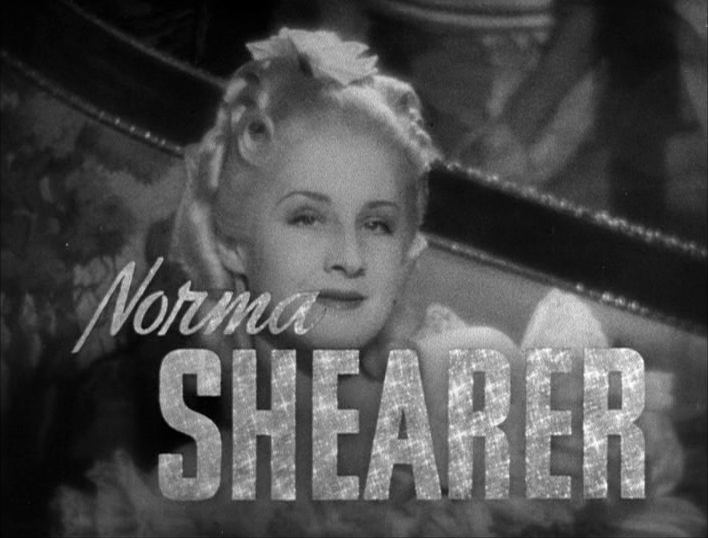
"Norma Shearer em Maria Antonieta (1938)"

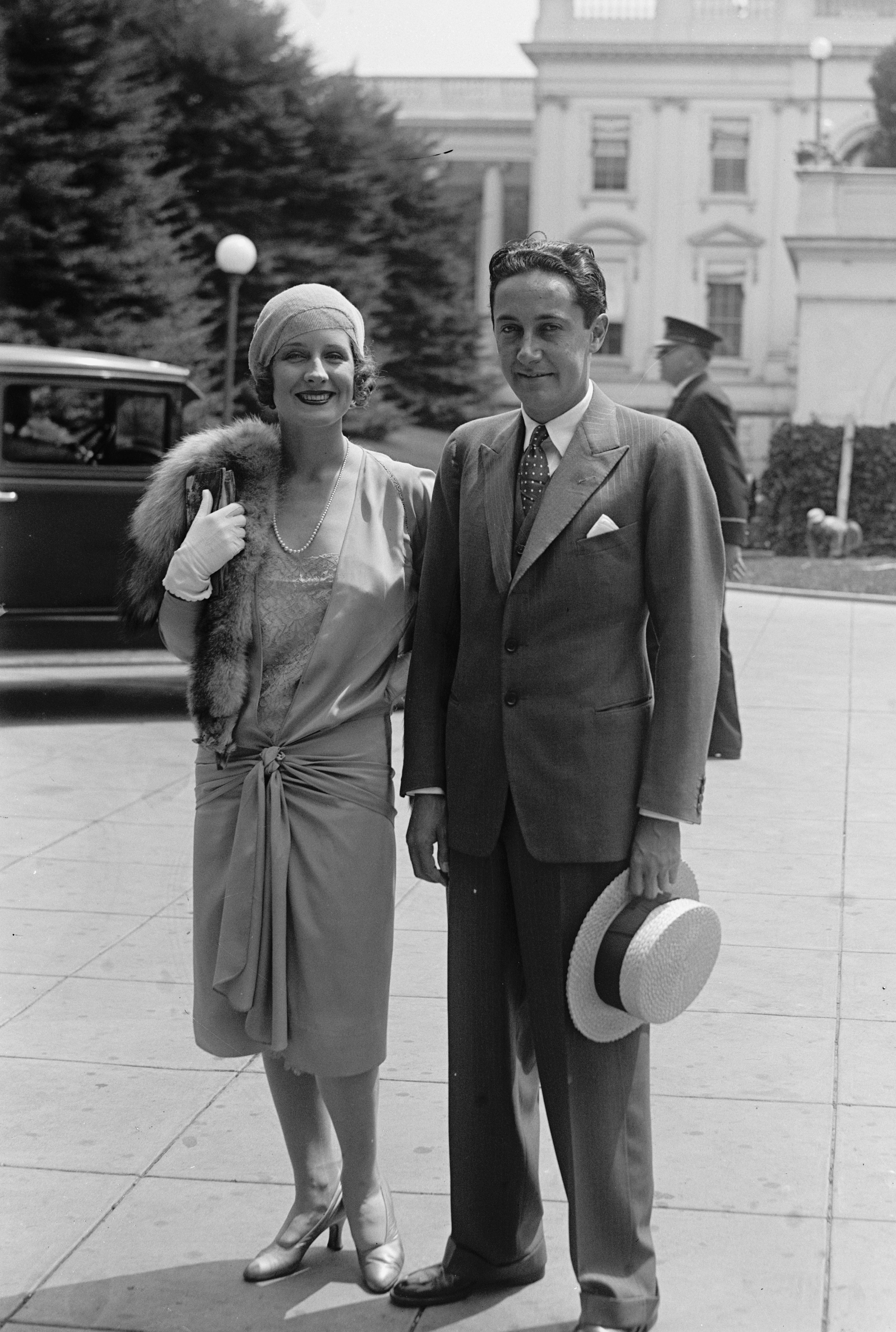
"Norma Shearer e Irving Thalberg, seu marido e produtor"

- Her Cardboard Lover ("Idílio a Muque") - (1942)
- We Were Dancing ("Tu És a Única") - (1942)
- Escape ("Fuga") - (1940)
- The Women ("As Mulheres") - (1939)
- Idiot's Delight ("Este Mundo Louco") - (1939)
- Marie Antoinette ("Maria Antonieta") - (1938)
- Romeo and Juliet (Romeu e Julieta) - (1936)
- The Barretts of Wimpole Street ("A Família Barrett") - (1934)
- Riptide ("Quando Uma Mulher Ama") - (1934)
- Strange Interlude - (1932)
- Smilin' Through ("O Amor Que Não Morreu") - (1932)
- Private Lives ("Vidas Particulares") - (1931)
- A Free Soul ("Uma Alma Livre") - (1931)
- Strangers May Kiss - (1931)
- Let Us Be Gay - (1930)
- The Divorcee ("A Divorciada") - (1930)
- Their Own Desire ("Ébrios de Amor") - (1929)
- The Last of Mrs. Cheyney ("A Cativante Viuvinha") - (1929)
- The Trial of Mary Dugan ("O Julgamento de Mary Dugan") - (1929)
- A Lady of Chance - (1928)
- The Actress ("A Atriz") - (1928)
- The Latest from Paris - (1928)
- The Student Prince in Old Heidelberg ("O Príncipe Estudante") - (1927)
- After Midnight ("Depois da Meia-Noite") - (1927)
- The Demi-Bride - (1927)
- Upstage]] ("Visão do Palco") - (1926)
- The Waning Sex - (1926)
- The Devil's Circus - (1926)
- His Secretary - (1925)
- The Tower of Lies - (1925)
- A Slave of Fashion - (1925)
- Pretty Ladies - (1925)
- Waking Up the Town - (1925)
- Lady of the Night ("A Dama da Noite") - (1925)
- Excuse Me - (1925)
- The Snob - (1924)
- He Who Gets Slapped ("Ironia da Sorte" ou "Vingança do Palhaço") - (1924)
- Empty Hands - (1924)
- Married Flirts ("Flirt e Casamento") - (1924)
- Broken Barriers - (1924)
- Broadway After Dark - (1924)
- Blue Water - (1924)
- The Wolf Man - (1924)
- The Trail of the Law - (1924)
- Lucretia Lombard - (1923)
- The Wanters - (1923)
- Pleasure Mad - (1923)
- The Devil's Partner - (1923)
- Man and Wife ("Sublime Poesia do Sacrifício") - (1923)
- A Clouded Name - (1923)
- The Bootleggers - (1922)
- Channing of the Northwest - (1922)
- The Man Who Paid - (1922)
- The End of the World - (1922)
- The Stealers - (1920)

## Premiações
Oscar
- Oscar de atriz 1929/30 por The Divorcee ("A Divorciada"), de 1930
- Indicação a Oscar de atriz 1929/30 por Their Own Desire ("Ébrios de Amor"), de 1929
- Indicação a Oscar de atriz 1930/31 por A Free Soul ("Uma Alma Livre"), de 1931
- Indicação a Oscar de atriz 1934, por The Barretts of Wimpole Street ("A Família Barrett")
- Indicação a Oscar de atriz 1936 por Romeo and Juliet ("Romeu e Julieta")
- Indicação a Oscar de atriz 1938 por Marie Antoinette ("Maria Antonieta")